# Byttnerioideae
A Byttnerioideae a kétszikűek (Magnoliopsida) közé tartozó  mályvafélék (Malvaceae) egy alcsaládja. Közel hatszáz faj tartozik ide. Legismertebb képviselője a kakaó (Theobroma cacao).
Sokáig a Sterculiodea alcsaláddal együtt az önálló Sterculiaceae családba sorolták. A modern rendszertanok a régi családot két alcsaládra (Byttnerioideae és Sterculiodea) bontotta, és mindkettőt a  mályvafélék (Malvaceae) családjába sorolta be.

## Elterjedésük, élőhelyük
Szinte valamennyi képviseljük a forró égövön honos, de éppúgy találkozhatunk velük az Óvilágban, mint Amerikában.

## Megjelenésük, felépítésük
Vannak köztük fák, cserjék, de lágyszárúak is. Jellemzőek rájuk a csillagszőrök. A virágaik aktinomorfak vagy zigomorfak, nagy többségük kétivarú. Jellemző rájuk a kauliflória. Termésük tok vagy tüsző.

## Rendszertani felosztásuk
Az alcsaládot a korszerű rendszertanok négy nemzetségcsoportra bontják:
- Byttnerieae DC.
  - Ayenia
  - Byttneria
  - Megatritheca
  - Rayleya
- Hermannieae DC.
  - Dicarpidium
  - Gilesia
  - Hermannia
  - Melochia
  - Waltheria
- Lasiopetaleae DC.
  - Commersonia
  - Guichenotia
  - Hannafordia
  - Keraudrenia
  - Lasiopetalum
  - Lysiosepalum
  - Rulingia
  - Seringia
  - Thomasia
- Theobromeae A. Stahl
  - Abroma
  - Guazuma
  - Herrania
  - Kleinhovia
  - Scaphopetalum
  - Theobroma